# Televíziós BAFTA-díj a legjobb női mellékszereplőnek
A legjobb női főszereplőnek járó Televíziós BAFTA-díjat a British Academy of Film and Television Arts (BAFTA) szervezet adja át 2010 óta.

## Rekordok
| Statisztika                 | Név / Cím                      | Szám |
| --------------------------- | ------------------------------ | ---- |
| Legtöbb díj (színésznő)     | –                              | 1    |
| Legtöbb jelölés (színésznő) | Jasmine Jobson Lesley Manville | 3    |
| Legtöbb jelölés (műsor)     | A Korona                       | 6    |

## Győztesek és jelöltek
Győztes színésznő

### 2010-es évek
| Év                      | Színésznő                  | Színésznő                               | Magyar cím              | Eredeti cím     | Szerep    | Adó    | Ref. |
| ----------------------- | -------------------------- | --------------------------------------- | ----------------------- | --------------- | --------- | ------ | ---- |
| 2010 56. gála           |                            |                                         |                         |                 |           |        |      |
|                         | Rebecca Hall               | Red Riding 1974                         | Red Riding 1974         | Paula Garland   | Channel 4 | [ 1 ]  |      |
| Sophie Okonedo          |                            | Criminal Justice                        | Jackie Woolf            | BBC One         |           | [ 1 ]  |      |
| Lauren Socha            | Hányattatott sors          | The Unloved                             | Lauren                  | Channel 4       |           | [ 1 ]  |      |
| Imelda Staunton         | Visszatérés Cranfordba     | Return to Cranford                      | Octavia Pole            | BBC One         |           | [ 1 ]  |      |
| 2011 57. gála           |                            |                                         |                         |                 |           | [ 1 ]  |      |
|                         | Lauren Socha               | Kívülállók                              | Misfits                 | Kelly Bailey    | E4        | [ 2 ]  |      |
| Gillian Anderson        |                            | Any Human Heart                         | Wallis Simpson          | Channel 4       |           | [ 2 ]  |      |
| Lynda Baron             | Út a sikerhez              | The Road to Coronation Street           | Violet Carson           | BBC Four        |           | [ 2 ]  |      |
| Jessie Wallace          | Út a sikerhez              | The Road to Coronation Street           | Pat Phoenix             | BBC Four        |           | [ 2 ]  |      |
| 2012 58. gála           |                            |                                         |                         |                 |           | [ 2 ]  |      |
|                         | Monica Dolan               | Felelős felnőtt                         | Appropriate Adult       | Rose West       | ITV       | [ 3 ]  |      |
| Anna Chancellor         |                            | The Hour                                | Lix Storm               | BBC Two         |           | [ 3 ]  |      |
| Miranda Hart            | Hívják a bábát!            | Call the Midwife                        | Camilla "Chummy" Noakes | BBC One         |           | [ 3 ]  |      |
| Maggie Smith            | Downton Abbey              | Downton Abbey                           | Violet Crawley          | ITV             |           | [ 3 ]  |      |
| 2013 59. gála           |                            |                                         |                         |                 |           | [ 3 ]  |      |
|                         | Olivia Colman              |                                         | Accused: "Mo’s Story"   | Sue             | BBC One   | [ 4 ]  |      |
| Anastasia Hille         |                            | The Fear                                | Jo Beckett              | Channel 4       |           | [ 4 ]  |      |
| Sarah Lancashire        |                            | Last Tango in Halifax                   | Caroline Dawson         | BBC One         |           | [ 4 ]  |      |
| Imelda Staunton         | Hitchcock és Tippi Hedren  | The Girl                                | Alma Reville            | BBC Two         |           | [ 4 ]  |      |
| 2014 60. gála           |                            |                                         |                         |                 |           | [ 4 ]  |      |
|                         | Sarah Lancashire           |                                         | Last Tango in Halifax   | Caroline Dawson | BBC One   | [ 5 ]  |      |
| Shirley Henderson       |                            | Southcliffe                             | Claire Salter           | Channel 4       |           | [ 5 ]  |      |
| Claire Rushbrook        |                            | My Mad Fat Diary                        | Linda Earl-Bouchtat     | E4              |           | [ 5 ]  |      |
| Nicola Walker           |                            | Last Tango in Halifax                   | Gillian Buttershaw      | BBC One         |           | [ 5 ]  |      |
| 2015 61. gála           |                            |                                         |                         |                 |           | [ 5 ]  |      |
|                         | Gemma Jones                |                                         | Marvellous              | Mary Baldwin    | BBC Two   | [ 6 ]  |      |
| Vicky McClure           | A becsület védelmében      | Line of Duty                            | Kate Fleming            | BBC Two         |           | [ 6 ]  |      |
| Amanda Redman           | A komédiás két élete       | Tommy Cooper: Not Like That, Like Thisy | Gwen Cooper             | ITV             |           | [ 6 ]  |      |
| Charlotte Spencer       |                            | Glue                                    | Tina Fallon             | E4              |           | [ 6 ]  |      |
| 2016 62. gála           |                            |                                         |                         |                 |           | [ 6 ]  |      |
|                         | Chanel Cresswell           |                                         | This Is England '90     | Kelly Jenkins   | Channel 4 | [ 7 ]  |      |
| Michelle Gomez          | Ki vagy, doki?             | Doctor Who                              | A Mester                | BBC One         |           | [ 7 ]  |      |
| Lesley Manville         |                            | River                                   | Chrissie Read           | BBC One         |           | [ 7 ]  |      |
| Eleanor Worthington Cox | Enfield szelleme           | The Enfield Haunting                    | Janet Hodgson           | Sky Living      |           | [ 7 ]  |      |
| 2017 63. gála           |                            |                                         |                         |                 |           | [ 7 ]  |      |
|                         | Wunmi Mosaku               | Drága fiunk, Damilola                   | Damilola, Our Loved Boy | Gloria Taylor   | BBC One   | [ 8 ]  |      |
| Siobhan Finneran        | Vidám vidék                | Happy Valley                            | Claire Cartwright       | BBC One         |           | [ 8 ]  |      |
| Vanessa Kirby           | A Korona                   | The Crown                               | Margit hercegnő         | Netflix         |           | [ 8 ]  |      |
| Nicola Walker           |                            | Last Tango in Halifax                   | Gillian Buttershaw      | BBC One         |           | [ 8 ]  |      |
| 2018 64. gála           |                            |                                         |                         |                 |           | [ 8 ]  |      |
|                         | Vanessa Kirby              | A Korona                                | The Crown               | Margit hercegnő | Netflix   | [ 9 ]  |      |
| Anna Friel              |                            | Broken                                  | Christina Fitzsimmons   | BBC One         |           | [ 9 ]  |      |
| Julie Hesmondhalgh      | Broadchurch                | Broadchurch                             | Trish Winterman         | ITV             |           | [ 9 ]  |      |
| Liv Hill                |                            | Three Girls                             | Ruby Bowen              | BBC One         |           | [ 9 ]  |      |
| 2019 65. gála           |                            |                                         |                         |                 |           | [ 9 ]  |      |
|                         | Fiona Shaw                 | Megszállottak viadala                   | Killing Eve             | Carolyn Martens | BBC One   | [ 10 ] |      |
| Monica Dolan            | Egy nagyon angolos botrány | A Very English Scandal                  | Marion Thorpe           | BBC One         |           | [ 10 ] |      |
| Keeley Hawes            | Mrs. Wilson                | Mrs. Wilson                             | Dorothy Wick            | BBC One         |           | [ 10 ] |      |
| Billie Piper            |                            | Collateral                              | Karen Mars              | BBC One         |           | [ 10 ] |      |

### 2020-as évek
| Év                   | Színésznő                    | Színésznő            | Magyar cím                   | Eredeti cím               | Szerep    | Adó    | Ref. |
| -------------------- | ---------------------------- | -------------------- | ---------------------------- | ------------------------- | --------- | ------ | ---- |
| 2020 66. gála        |                              |                      |                              |                           |           |        |      |
|                      | Naomi Ackie                  | A ki***tt világ vége | The End of the F***ing World | Bonnie                    | Channel 4 | [ 11 ] |      |
| Helen Behan          |                              | The Virtues          | Anna Lowery                  | Channel 4                 |           | [ 11 ] |      |
| Helena Bonham Carter | A Korona                     | The Crown            | Margit hercegnő              | Netflix                   |           | [ 11 ] |      |
| Jasmine Jobson       | Nagykutya                    | Top Boy              | Jaq                          | Netflix                   |           | [ 11 ] |      |
| 2021 67. gála        |                              |                      |                              |                           |           | [ 11 ] |      |
|                      | Rakie Ayola                  |                      | Anthony                      | Gee Walker                | BBC One   | [ 12 ] |      |
| Helena Bonham Carter | A Korona                     | The Crown            | Margit hercegnő              | Netflix                   |           | [ 12 ] |      |
| Leila Farzad         | Utálom Suzie-t               | I Hate Suzie         | Naomi Jones                  | Sky Atlantic              |           | [ 12 ] |      |
| Siena Kelly          |                              | Adult Material       | Amy Lloyd                    | Channel 4                 |           | [ 12 ] |      |
| Sophie Okonedo       | Criminal: Egyesült Királyság | Criminal: UK         | Julia Bryce                  | Netflix                   |           | [ 12 ] |      |
| Weruche Opia         | Tönkretehetlek               | I May Destroy You    | Terry Pratchard              | BBC One                   |           | [ 12 ] |      |
| 2022 68. gála        |                              |                      |                              |                           |           |        |      |
|                      | Cathy Tyson                  | A segítség           | Help                         | Poly                      | Channel 4 | [ 13 ] |      |
| Céline Buckens       |                              | Showtrial            | Talitha Campbell             | BBC One                   |           | [ 13 ] |      |
| Leah Harvey          | Alapítvány                   | Foundation           | Salvor Hardin                | Apple TV+                 |           | [ 13 ] |      |
| Emily Mortimer       | Hajsza a szerelemért         | The Pursuit of Love  | The Bolter                   | BBC One                   |           | [ 13 ] |      |
| Jessica Plummer      | A lány a múltból             | The Girl Before      | Emma Matthews                | BBC One                   |           | [ 13 ] |      |
| Tahirah Sharif       | A torony                     | The Tower            | Lizzie Adama                 | ITV                       |           | [ 13 ] |      |
| 2023 69. gála        |                              |                      |                              |                           |           |        |      |
|                      | Anne-Marie Duff              | Rossz nővérek        | Bad Sisters                  | Grace Williams            | Apple TV+ | [ 14 ] |      |
| Adelayo Adedayo      | A rendfenntartó              | The Responder        | Rachel Hargreaves            | BBC One                   |           | [ 14 ] |      |
| Saffron Hocking      | Nagykutya                    | Top Boy              | Lauryn Lawrence              | Netflix                   |           | [ 14 ] |      |
| Jasmine Jobson       | Nagykutya                    | Top Boy              | Jacqueline "Jaq" Lawrence    | Netflix                   |           | [ 14 ] |      |
| Lesley Manville      |                              | Sherwood             | Julie Jackson                | BBC One                   |           | [ 14 ] |      |
| Fiona Shaw           | Andor                        | Andor                | Maarva Andor                 | Disney+                   |           | [ 14 ] |      |
| 2024 70. gála        |                              |                      |                              |                           |           | [ 14 ] |      |
|                      | Jasmine Jobson               | Nagykutya            | Top Boy                      | Jacqueline “Jaq” Lawrence | Netflix   | [ 15 ] |      |
| Elizabeth Debicki    | A Korona                     | The Crown            | Diána walesi hercegné        | Netflix                   |           | [ 15 ] |      |
| Lesley Manville      | A Korona                     | The Crown            | Margit hercegnő              | Netflix                   |           | [ 15 ] |      |
| Siobhan Finneran     |                              | Happy Valley         | Clare Cartwright             | BBC One                   |           | [ 15 ] |      |
| Nico Parker          | The Last of Us               | The Last of Us       | Sarah Miller                 | Sky Atlantic              |           | [ 15 ] |      |
| Harriet Walter       | Utódlás                      | Succession           | Lady Caroline Collingwood    | Sky Atlantic              |           | [ 15 ] |      |
| 2025 71. gála        |                              |                      |                              |                           |           | [ 15 ] |      |
|                      | Jessica Gunning              | Szarvasbébi          | Baby Reindeer                | Martha Scott              | Netflix   | [ 16 ] |      |
| Nava Mau             | Szarvasbébi                  | Baby Reindeer        | Teresa "Teri"                | Netflix                   |           | [ 16 ] |      |
| Katherine Parkinson  | Riválisok                    | Rivals               | Lizzie Vereker               | Disney+                   |           | [ 16 ] |      |
| Maxine Peake         | Ne mondj semmit!             | Say Nothing          | Idősebb Dolours Price        | Disney+                   |           | [ 16 ] |      |
| Monica Dolan         | Sherwood                     | Sherwood             | Ann Branson                  | BBC One                   |           | [ 16 ] |      |
| Sue Johnston         |                              | Truelove             | Marion                       | Channel 4                 |           | [ 16 ] |      |

## Fordítás
- Ez a szócikk részben vagy egészben  a   British Academy Television Award for Best Supporting Actress című angol Wikipédia-szócikk ezen változatának fordításán alapul.  Az eredeti cikk szerkesztőit annak laptörténete sorolja fel. Ez a jelzés csupán a megfogalmazás eredetét és a szerzői jogokat jelzi, nem szolgál a cikkben szereplő információk forrásmegjelöléseként.